# Stapelianthus insignis
Stapelianthus insignis là một loài thực vật có hoa trong họ La bố ma. Loài này được Desc. miêu tả khoa học đầu tiên năm 1957.